# 70 anni (di carriera)
70 anni (di carriera) è una raccolta di Teddy Reno pubblicata in CD nel 2014 dalla FMR Svizzera.

## Tracce
1. Uno come noi (S. Pagni, T. Reno)
2. L'altra metà di me (S. Pagni, R. Pavone, D. Gay)
3. Lovely to look at (D. Fields, J. Kern, J. McHugh)
4. Co son lontan de ti – Trieste mia (Rossi, Viezzoli)
5. I got you under my skin (C. Porter)
6. Wien Wien (R. Sieczynski)
7. A fine romance (J. Kern, D. Fields)
8. Addormentarmi così (V. Mascheroni, Biri)
9. Muleta mia - Vecchia America (L. Luttazzi, V. Mascheroni)
10. Troppo tardi (L. Luttazzi)
11. Piccolissima serenata (A. Amurri, G. Ferrio)
12. Nature boy (E. Ahbez)
13. Statte vicino a me (Baratta, Ciervo, Delle Grotte)
14. Accarezzame - 'Na voce, 'na chitarra e 'o poco 'e luna (C. A. Rossi, N. Salerno, P. Calvi, U. Calise)
15. Malafemmena - Chella 'lla (A. De Curtis, E. Di Paola, U. Bertini, S. Taccani)
16. Prisoner of love (Columbo, Robin)
17. Se questo non è amore (E. Tomasini, R. Fia)
18. Place Pigalle - Mes mains (G. Becaud, M. Chevalier, A. Alston)
19. Mañana (Lee, Barbour)
20. My way (C. Francois, J. Revaux, P. Anka, G. Thibaut)